# Пилка (река)
Пилка — река в Ленском районе Якутии, правый приток реки Лена.
Длина реки — 117 километров, площадь её водосборного бассейна — 2450 км². Исток находится на северо-западных склонах Патомского нагорья, на высоте свыше 600 м, вначале стекает по склонам в северо-западном направлении, затем поворачивает на северо-восток, сохраняя направление на всём протяжении. Впадает в Лену в 2 км южнее села Ярославский, на расстоянии 2599 км от устья.

## Притоки
- Юктэ — в 2,4 км по левому берегу;
- Река без названия (на картах — Нижний Огнёль[4]) — в 47 км по левому берегу;
- Огнёль — в 51 км по левому берегу;
- Нижний Беллир — в 59 км по левому берегу;
- Кудалах — в 71 км по левому берегу;
- Тулаевский — в 85 км по левому берегу;
- Илейка — в 90 км по левому берегу.

Также три притока названий не имеют: в 26 и 35 км — правые и в 38 км левый.

## Данные водного реестра
По данным государственного водного реестра России относится к Ленскому бассейновому округу. Код водного объекта — 18030300212117200001109.